# Хазеней, Иоганн Петер
Иога́нн Пе́тер Ха́зеней (нем. Johann Peter Haseney; 1812, Мелис — 1869, Мюнхен) — немецкий гравёр и дизайнер ранних почтовых марок Германии.

Портрет И. П. Хазенея

## Биография

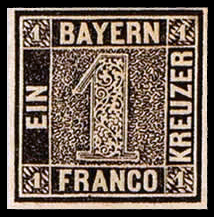
История почты и почтовых марок Баварии «Чёрная единица», 1849

Иоганн Петер родился в 1812 году в Мелисе (ныне Целла-Мелис). Ещё в молодости он переехал в Мюнхен, где начал работать на фирме Зайтца гравёром.
Хазеней является автором эскиза первой почтовой марки королевства Баварии — «Чёрной единицы», выпущенной в 1849 году и являющейся первой почтовой маркой на территории современной Германии.
В дальнейшем рисунок созданной Хазенеем марки Баварии послужил прототипом для нескольких других — в частности, для «Красной саксонской тройки» и ряда земских почтовых марок России.
Иоганн Хазеней умер в 1869 году в Мюнхене.

## Память
В городе Целла-Мелис, где родился Хазеней, есть улица, названная в его честь, и установлен памятник знаменитому земляку-гравёру.